# Eleutherandra
Eleutherandra is een geslacht uit de familie Achariaceae. Het geslacht telt een soort die voorkomt op de eilanden Sumatra en Borneo.

## Soorten
- Eleutherandra pes-cervi Slooten